# Mahamane Traoré
Mahamane Traoré (Bamako, 31 de agosto de 1988) é um futebolista profissional malinês que atuava como meia.

## Carreira
Mahamane Traoré representou o elenco da Seleção Malinesa de Futebol no Campeonato Africano das Nações de 2013.

## Títulos
Mali
- Campeonato Africano das Nações: 2013 - 2º Lugar